# آبچلیک بیرد
آبچلیک بیرد (نام علمی: Calidris bairdii) نام یک گونه از سرده تلیله است.